# Isola Kolobok
L'isola Kolobok (in russo остров Колобок, ostrov Kolobok) è un'isola russa del gruppo delle isole di Dem'jan Bednyj che fanno parte dell'arcipelago di Severnaja Zemlja e sono bagnate dal mare di Kara.
Amministrativamente fa parte del Tajmyrskij rajon del Territorio di Krasnojarsk, nel Distretto Federale Siberiano.

## Geografia
L'isola si trova nella parte nord-occidentale dell'arcipelago, a una distanza di 13 km a nord-ovest dell'isola Komsomolets. A est, a 550 m, si trova l'isola Severnyj. Kolobok ha una forma arrotondata ed è larga circa 600 m, ha un'insenatura a nord-est e un piccolo lago a nord-ovest che le danno la forma di una faccina. È appunto dal suo aspetto che deriva il suo nome, quello del personaggio di una favola di origine slava: Kolobok.